# 成庄汤帝庙
成庄汤帝庙，位于山西省晋城市泽州县下村镇成庄村。
2021年8月4日，成庄汤帝庙公布为第六批山西省文物保护单位，古建筑类，年代为明、清，编号6-194。